# Pan (tidskrift)
Pan var en tysk konst- och litteraturtidskrift som gavs ut 1895−1900 i Berlin av Otto Julius Bierbaum och Julius Meier-Graefe.
Pan gäller för att vara det viktigaste organet för den tyska jugenstilen. Tidskriften tryckte illustrationer av många mer eller mindre kända konstnärer. Till detta kom tidskriftens helsidesgrafik, en enkel och modern typografi i såväl vinjetter som andra dekorativa detaljer. Till de konstnärer som medverkade i Pan hörde bland annat Franz von Stuck, som ritade framsidan till det första numret av tidskriften, och Thomas Theodor Heine. Bland andra bidragsgivare märks Henry van de Velde, Ludwig von Hofmann, Max Liebermann, Otto Eckmann, Hans Baluschek och Walter Leistikow.
Tidskriften innehöll berättelser och dikter som präglades av symbolismen, naturalismen och impressionismen, men också många bidrag som inte låter sig inordnas i någon inriktning. Tidskriften representerar början till den litterära modernismen i all sin mångfald, men också dess motsatser. Till de viktigaste författarna som skrev i Pan hörde Otto Julius Bierbaum, Max Dauthendey, Richard Dehmel och Arno Holz.
År 1910 började konsthandlaren och förläggaren Paul Cassirer i Berlin åter ge ut tidskriften, nu med två nummer i månaden. Ludwig Rubiner hörde till medarbetarna då. Från 1912 gavs den ut av Alfred Kerr och från 1913 till sitt sista nummer 1915 utkom tidskriften endast periodiskt.